# Мизгайтис, Миндаугас
Миндаугас Мизгайтис (лит. Mindaugas Mizgaitis, род. 14 октября 1979 года) — литовский борец греко-римского стиля, призёр Олимпийских игр.
Миндаугас Мизгайтис родился в 1979 году в Каунасе. В 2005 году он стал обладателем бронзовой медали Универсиады в Измире. В 2008 году на Олимпийских играх в Пекине он стал обладателем бронзовой медали в весовой категории до 120 кг. В 2010 году выиграл бронзовую медаль чемпионата Европы.
В 2016 году россиянин Хасан Бароев, выигравший серебро на Олимпийских играх 2008 года, был дисквалифицирован за применение допинга и лишён своей медали, серебро перешло к 
Мизгайтису.